# 屯門鄉郊
屯門鄉郊（英語：Tuen Mun Rural，代號：L29）是香港屯門區議會下轄的選區，1994年設立，2023年取消，末任區議員為香港彩虹創辦人、前支聯會常委張錦雄。

## 範圍
選區位於屯門新市鎮以北的鄉村地帶，包括青山公路自藍地交匯處至洪水橋一帶，由多條鄉村組成，唯設立以來因應社區發展而有所縮小。與其相連的選區有新墟、富泰、景峰、欣田、兆康以及寶田，並且與元朗區村鄉連接。選區因應人口分佈設有三個投票站，分別設於鍾屋村僑所公立學校、藍地屯門學校以及屯門新村村公所。

## 沿革
1991年區議會選舉及以前，屯門北部多條鄉村依青山公路東西分劃入屯門西北及屯門東北兩個選區之內。值得一提的是，基於當時屯門新市鎮不斷發展，人口遷入之下劃出多個選區，結果在1991年，兩個選區的人口比當時屯門其他選區少。
1994年區議會選舉，時任港督彭定康改革區議會，取消所有委任議席及雙議席選區，並且改行單議席單票制，各區議會選區大幅增加。屯門北部多條鄉村劃為屯門鄉郊選區，原任屯門西北區議員兼當地原居民陶錫源代表自民聯出選，由於未有其他候選人，陶氏自動當選。因應自民聯於1997年與港進聯合併，陶錫源於1997年起成為港進聯成員。
1999年及2003年區議會選舉，基於未有其他候選人，陶氏自動當選。2003年起原屬本區的富泰邨範圍劃為富泰選區。而2005年港進聯併入民建聯時，陶錫源未有跟隨，其後則加入自由黨。
2007年區議會選舉，陶錫源以自由黨身分擊敗另外兩名候選人民主黨許智峯以及獨立候選人陶國標，並成功當選連任，其中陶錫源得到1,958票、許智峯554票、陶國標158票。而自由黨於2008年香港立法會選舉潰敗後，陶氏退出自由黨，在新界社團聯會支持下繼續於區內活躍。
2011年區議會選舉，陶錫源以獨立身分自動當選連任，其後加入城鄉居民共和協會。2015年區議會選舉，陶錫源取得1,644票，以接近七成得票率，成功擊敗獨立候選人鄧德森當選。
2019年區議會選舉，爭取第七次連任的陶錫源與第四度參與區議會選舉並獲得民主派區選聯盟認可的獨立民主派人士張錦雄爭奪，最終張錦雄以3,797票，在以原居民為主的鄉郊選區取下超過6成選民支持，成功擊敗陶錫源並在參選第四次區議會選舉終於首度晉身區議會。
2021年10月21日，香港政府宣佈第四批(新界西)區議員宣誓結果，張錦雄與另外16名民主派區議員一同被裁定宣誓無效，即時喪失區議員資格，並且在5年內不得參與各級選舉。

## 歷屆議員
| 選區名稱 | 屆別                   | 議員   | 政治聯繫           | 政治聯繫              | 議員                                                                  | 政治聯繫                                                              | 政治聯繫                                                              |
| -------- | ---------------------- | ------ | ------------------ | --------------------- | --------------------------------------------------------------------- | --------------------------------------------------------------------- | --------------------------------------------------------------------- |
| 屯門西北 | 1982年－1985年         | 聶澤棠 |                    | 無黨籍                | 吳灼棣                                                                |                                                                       | 無黨籍                                                                |
| 屯門西北 | 1985年－1988年         | 陶鑑籌 | 溫瑞玲             | 無黨籍                |                                                                       |                                                                       | 無黨籍                                                                |
| 屯門西北 | 1988年－1991年         | 馬潤光 | 溫瑞玲             |                       | 匯 匯點                                                               |                                                                       | 無黨籍                                                                |
| 屯門西北 | 1991年－1994年         | 陶錫源 |                    | 自 自民聯             | 分拆出兆康選區後， 改為單議席選區， 1994年開始，吸收 原有屯門東北選區 | 分拆出兆康選區後， 改為單議席選區， 1994年開始，吸收 原有屯門東北選區 | 分拆出兆康選區後， 改為單議席選區， 1994年開始，吸收 原有屯門東北選區 |
| 屯門鄉郊 | 1994年－1999年         | 陶錫源 |                    | 自 自民聯 → 進 港進聯 | 分拆出兆康選區後， 改為單議席選區， 1994年開始，吸收 原有屯門東北選區 | 分拆出兆康選區後， 改為單議席選區， 1994年開始，吸收 原有屯門東北選區 | 分拆出兆康選區後， 改為單議席選區， 1994年開始，吸收 原有屯門東北選區 |
| 屯門鄉郊 | 2000年－2003年         | 陶錫源 | 進 港進聯          |                       | 分拆出兆康選區後， 改為單議席選區， 1994年開始，吸收 原有屯門東北選區 | 分拆出兆康選區後， 改為單議席選區， 1994年開始，吸收 原有屯門東北選區 | 分拆出兆康選區後， 改為單議席選區， 1994年開始，吸收 原有屯門東北選區 |
| 屯門鄉郊 | 2004年－2007年         | 陶錫源 | 進 港進聯 → 自由黨 |                       | 分拆出兆康選區後， 改為單議席選區， 1994年開始，吸收 原有屯門東北選區 | 分拆出兆康選區後， 改為單議席選區， 1994年開始，吸收 原有屯門東北選區 | 分拆出兆康選區後， 改為單議席選區， 1994年開始，吸收 原有屯門東北選區 |
| 屯門鄉郊 | 2008年－2011年         | 陶錫源 |                    | 自由黨 → 新 新社聯    | 分拆出兆康選區後， 改為單議席選區， 1994年開始，吸收 原有屯門東北選區 | 分拆出兆康選區後， 改為單議席選區， 1994年開始，吸收 原有屯門東北選區 | 分拆出兆康選區後， 改為單議席選區， 1994年開始，吸收 原有屯門東北選區 |
| 屯門鄉郊 | 2012年－2015年         | 陶錫源 |                    | 城鄉居民共和協會      | 分拆出兆康選區後， 改為單議席選區， 1994年開始，吸收 原有屯門東北選區 | 分拆出兆康選區後， 改為單議席選區， 1994年開始，吸收 原有屯門東北選區 | 分拆出兆康選區後， 改為單議席選區， 1994年開始，吸收 原有屯門東北選區 |
| 屯門鄉郊 | 2016年－2019年         | 陶錫源 |                    | 城鄉居民共和協會      | 分拆出兆康選區後， 改為單議席選區， 1994年開始，吸收 原有屯門東北選區 | 分拆出兆康選區後， 改為單議席選區， 1994年開始，吸收 原有屯門東北選區 | 分拆出兆康選區後， 改為單議席選區， 1994年開始，吸收 原有屯門東北選區 |
| 屯門鄉郊 | 2020年－2021年10月20日 | 張錦雄 |                    | 無黨籍                | 分拆出兆康選區後， 改為單議席選區， 1994年開始，吸收 原有屯門東北選區 | 分拆出兆康選區後， 改為單議席選區， 1994年開始，吸收 原有屯門東北選區 | 分拆出兆康選區後， 改為單議席選區， 1994年開始，吸收 原有屯門東北選區 |
| 屯門鄉郊 | 2021年10月21日－2023年 | 懸空   | 懸空               | 懸空                  | 分拆出兆康選區後， 改為單議席選區， 1994年開始，吸收 原有屯門東北選區 | 分拆出兆康選區後， 改為單議席選區， 1994年開始，吸收 原有屯門東北選區 | 分拆出兆康選區後， 改為單議席選區， 1994年開始，吸收 原有屯門東北選區 |

## 歷屆選舉結果
| 政党   | 政党         | 候选人    | 票数  | %     | ±      |
| ------ | ------------ | --------- | ----- | ----- | ------ |
|        | 新界社團聯會 | ①. 陶錫源 | 2,513 | 39.83 | ▼29.48 |
|        | 獨立         | ②. 張錦雄 | 3,797 | 60.17 | 不適用 |
| 多数票 | 多数票       | 多数票    | 1,284 | 20.35 | ▼18.27 |

| 政党   | 政党                       | 候选人    | 票数  | %     | ±      |
| ------ | -------------------------- | --------- | ----- | ----- | ------ |
|        | 獨立                       | ①. 鄧德森 | 728   | 30.69 | 不適用 |
|        | 城鄉居民共和協會/新 新社聯 | ②. 陶錫源 | 1,644 | 69.31 | 不適用 |
| 多数票 | 多数票                     | 多数票    | 916   | 38.62 | 不適用 |

| 政党   | 政党         | 候选人 | 票数     | %      | ±      |
| ------ | ------------ | ------ | -------- | ------ | ------ |
|        | 新界社團聯會 | 陶錫源 | 自動當選 | 不適用 | 不適用 |
| 多数票 | 多数票       | 多数票 | 不適用   | 不適用 | 不適用 |

| 政党   | 政党   | 候选人    | 票数  | %     | ±      |
| ------ | ------ | --------- | ----- | ----- | ------ |
|        | 自由黨 | ①. 陶錫源 | 1,958 | 73.33 | 不適用 |
|        | 民主黨 | ②. 許智峯 | 554   | 20.75 | 不適用 |
|        | 獨立   | ③. 陶國標 | 158   | 5.92  | 不適用 |
| 多数票 | 多数票 | 多数票    | 1,404‬ | 52.58 | 不適用 |

| 政党   | 政党   | 候选人 | 票数     | %      | ±      |
| ------ | ------ | ------ | -------- | ------ | ------ |
|        | 港進聯 | 陶錫源 | 自動當選 | 不適用 | 不適用 |
| 多数票 | 多数票 | 多数票 | 不適用   | 不適用 | 不適用 |

| 政党   | 政党   | 候选人 | 票数     | %      | ±      |
| ------ | ------ | ------ | -------- | ------ | ------ |
|        | 港進聯 | 陶錫源 | 自動當選 | 不適用 | 不適用 |
| 多数票 | 多数票 | 多数票 | 不適用   | 不適用 | 不適用 |

| 政党   | 政党   | 候选人 | 票数     | %      | ±      |
| ------ | ------ | ------ | -------- | ------ | ------ |
|        | 自民聯 | 陶錫源 | 自動當選 | 不適用 | 不適用 |
| 多数票 | 多数票 | 多数票 | 不適用   | 不適用 | 不適用 |

| 政党   | 政党   | 候选人 | 票数     | %      | ±      |
| ------ | ------ | ------ | -------- | ------ | ------ |
|        | 自民聯 | 馮友維 | 自動當選 | 不適用 | 不適用 |
| 多数票 | 多数票 | 多数票 | 不適用   | 不適用 | 不適用 |

| 政党   | 政党   | 候选人 | 票数     | %      | ±      |
| ------ | ------ | ------ | -------- | ------ | ------ |
|        | 自民聯 | 陶錫源 | 自動當選 | 不適用 | 不適用 |
| 多数票 | 多数票 | 多数票 | 不適用   | 不適用 | 不適用 |

| 政党   | 政党   | 候选人 | 票数  | %     | ±      |
| ------ | ------ | ------ | ----- | ----- | ------ |
|        | 獨立   | 馮友維 | 1,814 | 34.28 | 不適用 |
|        | 獨立   | 古漢強 | 1,646 | 31.11 | 不適用 |
|        | 獨立   | 鍾志輝 | 1,526 | 28.84 | 不適用 |
|        | 獨立   | 關達雄 | 305   | 5.76  | 不適用 |
| 多数票 | 多数票 | 多数票 | 120   | 2.27  | 不適用 |

| 政党   | 政党   | 候选人 | 票数  | %     | ±      |
| ------ | ------ | ------ | ----- | ----- | ------ |
|        | 無黨派 | 溫瑞玲 | 2,405 | 46.76 | 不適用 |
|        | 匯點   | 馬潤光 | 1,707 | 33.19 | 不適用 |
|        | 無黨派 | 麥麗紅 | 1,031 | 20.05 | 不適用 |
| 多数票 | 多数票 | 多数票 | 676   | 13.14 | 不適用 |

| 政党   | 政党   | 候选人 | 票数  | %     | ±      |
| ------ | ------ | ------ | ----- | ----- | ------ |
|        | 獨立   | 溫志友 | 1,818 | 27.09 | 不適用 |
|        | 獨立   | 鍾志輝 | 1,786 | 26.61 | 不適用 |
|        | 獨立   | 馮友維 | 1,438 | 21.42 | 不適用 |
|        | 獨立   | 陶滿權 | 1,331 | 19.83 | 不適用 |
|        | 獨立   | 關達雄 | 339   | 5.05  | 不適用 |
| 多数票 | 多数票 | 多数票 | 348   | 5.19  | 不適用 |

| 政党   | 政党   | 候选人 | 票数  | %     | ±      |
| ------ | ------ | ------ | ----- | ----- | ------ |
|        | 無黨派 | 溫瑞玲 | 1,974 | 48.10 | 不適用 |
|        | 無黨派 | 陶鑑籌 | 1,437 | 35.01 | 不適用 |
|        | 無黨派 | 周啟華 | 693   | 16.89 | 不適用 |
| 多数票 | 多数票 | 多数票 | 744   | 18.13 | 不適用 |

| 政党   | 政党     | 候选人 | 票数  | %     | ±      |
| ------ | -------- | ------ | ----- | ----- | ------ |
|        | 獨立     | 溫志友 | 2,153 | 37.66 | 不適用 |
|        | 獨立     | 李模   | 1,377 | 24.09 | 不適用 |
|        | 公民協會 | 陶錦昌 | 1,104 | 19.31 | 不適用 |
|        | 獨立     | 關達雄 | 638   | 11.16 | 不適用 |
|        | 獨立     | 陳生   | 246   | 4.30  | 不適用 |
|        | 獨立     | 梁添滿 | 199   | 3.48  | 不適用 |
| 多数票 | 多数票   | 多数票 | 273   | 4.78  | 不適用 |

| 政党   | 政党   | 候选人 | 票数  | %     | ±      |
| ------ | ------ | ------ | ----- | ----- | ------ |
|        | 獨立   | 吳灼棣 | 2,486 | 30.68 | 不適用 |
|        | 獨立   | 聶澤棠 | 2,150 | 26.53 | 不適用 |
|        | 獨立   | 鍾志輝 | 2,035 | 25.11 | 不適用 |
|        | 獨立   | 林銳   | 1,250 | 15.43 | 不適用 |
|        | 獨立   | 郭永熾 | 182   | 2.25  | 不適用 |
| 多数票 | 多数票 | 多数票 | 115   | 1.42  | 不適用 |

## 資料來源與註釋
1. ↑   (PDF).   [2019-12-05]. （原始内容 (PDF)存档于2019-12-05）.
2. ↑   (PDF). 香港特區政府憲報.   [2019-12-05]. （原始内容 (PDF)存档于2020-08-20）.
3. ↑   (PDF). 香港特區政府憲報.   [2015-09-25]. （原始内容 (PDF)存档于2015-11-22）.
4. ↑  勞顯亮. . 香港01. 2019-01-19  [2020-01-10]. （原始内容存档于2019-08-14） （中文（香港））.
5. ↑  香港選舉資料匯編：1982年-1994年，雷競璇 沈國祥編 1995年出版 ISBN 962-441-519-6 （页面存档备份，存于），第204頁。
6. ↑  . www.elections.gov.hk. 2021-02-05  [2019-11-26]. （原始内容存档于2020-01-14）.
7. ↑  . 眾新聞. 2019-11-27  [2020-01-10]. （原始内容存档于2020-06-05） （中文）.
8. ↑  李穎霖. . 香港01. 2020-01-02  [2020-01-10]. （原始内容存档于2021-01-17） （中文（香港））.
9. ↑  . 香港特別行政區新聞公報. 2021-10-08  [2021-10-22]. （原始内容存档于2021-10-11）.

## 外部連結